# Jiří Tunkl

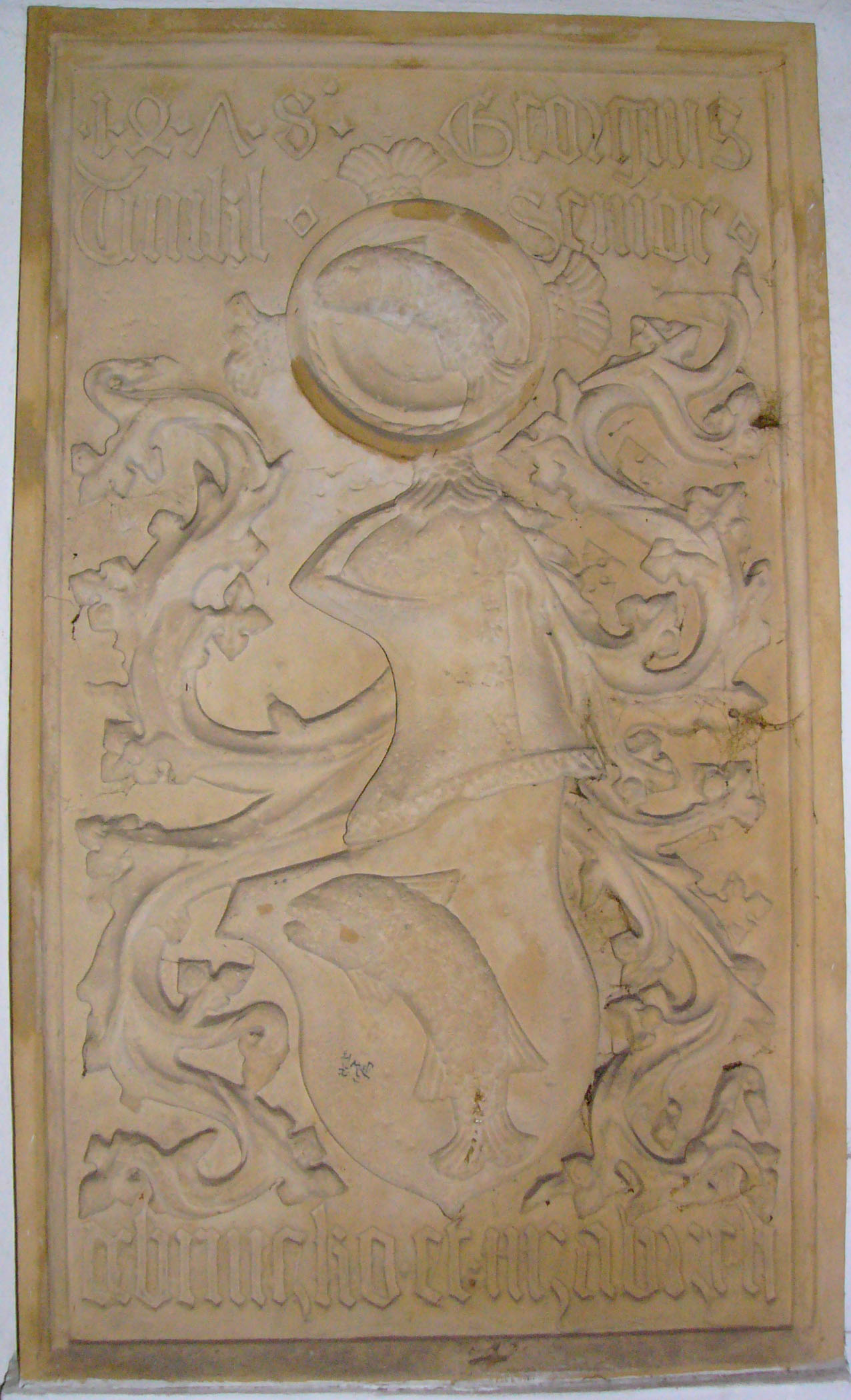
Jiří Tunkl - náhrobní deska

Jiří starší Tunkl z Brníčka a na Zábřeze (1455 – asi 1494) byl jeden z nejznámějších členů starého moravského panského rodu Tunklů z Brníčka, jejichž panství patřila svého času k nejbohatším na severozápadní Moravě. Uznání si získal jako válečník, ať jako voják císaře Fridricha III. při obléhání Vídně, nebo později ve válkách Jiřího z Poděbrad s Matyášem Korvínem. Významná byla jeho činnost rybníkářská, ve svém kraji založil nejméně desítku rybníků, z nichž se ale většina nedochovala.

## Původ a život
Jeho otec Jan Tunkl Drahanovský (†1464) získal na sklonku roku 1434 do svého držení zábřežské panství a brníčské panství, takže jeho dominium se rozkládalo v té době (r. 1442) od vsi Svébohov až po ves Třeštinu. Z nezámožného zemana z Krnovska, jenž přišel na severozápadní Moravu za husitských válek, se během čtyřiceti let stal jedním z nejbohatších moravských šlechticů. Brníčské, Hoštejnské, Bludovské, Šumperské a později i Rabštejnské panství, která připojil k panství zábřežskému, se tak stala součástí velmi rozsáhlého majetku. Po Janově smrti přešly majetky na jeho syny: Jana a Jiřího, zvaného starší. Bratři Tunklové drželi majetky zpočátku společně. Později ale Jiří sídlil na Zábřehu, mladší Jan na Brníčku. Oba byli známí především svými nesčetnými spory s okolními pány, a tak není divu, že když císař Friedrich III. Habsburský Jiřímu a jeho bratru Janovi obnovil za vojenskou pomoc u obležené Vídně stav korouhevního panstva, moravští stavové tuto císařovu poctu odmítli uznat. V období česko-uherských válek mezi Jiřím z Poděbrad a Matyášem Korvínem, byli oba bratři Tunklové příznivci Jiřího, což pak vedlo k častým sporům s pány ze Zvole, kteří byli přívrženci a podporovatelé Matyáše Korvína. Jako oddaní přívrženci krále Jiřího se proto v bitvě u Zvole dne 1. října 1468 zúčastnili se svými posádkami bojů na jeho straně. V této bitvě byl velmi těžce raněn velitel Poděbradova vojska Zdeněk Kostka z Postupic a záhy umřel na Tunklově sídle v Zábřeze.
Po smrti krále Jiřího z Poděbrad dal podle všeho Matyáš vypálit kromě jiných i hrad Brníčko, a proto se Jiří st. Tunkl raději přiklonil na jeho stranu. Jako hejtman se tentokrát na straně Matyášově zúčastnil v roce 1474 bitvy u Ivanovic ve Slezsku. Přestože byl v této bitvě poražen, udobřený král Matyáš se přimluvil, aby moravští páni přijali Jiřího st. Tunkla do dědičného panského stavu.
Po smrti svého bratra Jana Tunkla z Brníčka (†1476) přebral správu majetků za jeho nezletilé děti.

## Rybníkářská činnost
Jiří Tunkl byl znám a proslaven zakládáním rybníků – a tak není divu, že se symbol ryby objevil i v jejich rodovém erbu (v modrém poli leží stříbrný kapr v záhlaví se zlatým obojkem). Na svém zábřežském panství jich postupně založil celou řadu. Vznikl zde velký a malý rybník Závořický, Městský, Zámecký neboli Oborníkový rybník (dnes zvaný Oborník) a Příčínek. O něco později založil Tunkl tři rybníky v okolí Dubicka (Vitošovský, Dubický a Hrabovský) a dva v okolí Třemešku (Zámecký a Frankštácký). Z těchto rybníků se však dodnes zachoval pouze rybník Zámecký čili Oborník. Z ostatních můžeme dnes obdivovat pouze zbytky mohutných hrází v blízkosti Zábřeha, Dubicka, Leštiny, Lesnice a Kolšova.

## Spory
- Rozsáhlými stavebními aktivitami a činností spojenou s budováním těchto rybníků si však Jiří Tunkl přivodil řadu soudních sporů. Například Postřelmovští si stěžovali u zemského soudu, že jim voda ze Závořického rybníka zatápí pole a louky, takže nemohou dostát svým závazkům vůči vrchnosti. Tunkl tak musel odškodnit držitele vsi pana Znatu ze Zvole i postřelmovského faráře za ušlý desátek.
- Podobně musel darovat Krumpašským (Krumpach: dříve samostatná ves, dnes místní část Zábřehu) místo polí a pastvin, která jim zatopil při zakládání rybníka Oborníka, louku Okrouhlici. Zábřežským měšťanům navíc potvrdil všechna práva a svobody, jež dostali od jeho otce Jana Tunkla z Drahanovic a na Zábřeze, zbavil je na věčné časy všech robot a služeb pro panství (s výjimkou požáru), dovolil jim čepování vína a prodej soli apod. Finanční poměry města tak nebyly – navzdory nepokojům v zemi – nijak nepříznivé. Navíc, patrně v důsledku vojenských akcí, nechal Jiří Tunkl přestavět svoje zábřežské sídlo na pozdně gotický hrad, což dokládá deska s erbem Tunklů a letopočtem 1478, dnes umístěná v průjezdu zábřežského zámku.
- Stále se opakující spory ovšem měl Jiřík s pány ze Zvole, Janem z Daňčic a Šilperka, Jindřichem ze Sovince, Hynkem z Kolštejna a dalšími. Nevyhnul se ani sporům se svými synovci, jejichž majetek po bratrově smrti spravoval. Osudným se mu však stal spor se šumperskými měšťany, kteří si na zemském sněmu stěžovali, že Jiří Tunkl porušuje jejich privilegia a že je začal utiskovat.
- Na Tunkla dokonce žalovali i olomoučtí měšťané u krále Vladislava Jagellonského. Pravděpodobně právě Šumperští se někdy na přelomu let 1493–1494 odhodlali k útoku na Jiříkovo sídlo. Známý letopisec a právník Viktorin Kornel ze Všehrd – Tunklův současník – napsal, že poddaní pana Tunkla "pána svého, jsou porazili, zranili a skoro zabili, takže jest od toho zbití nevstávaje, umřel".

## Pověsti
Jeho postava však dodnes žije v několika variantách pověsti, v níž – zapřáhnut do pluhu a poháněn ďáblem – rozorává hráze svých rybníků.